# Flophouse

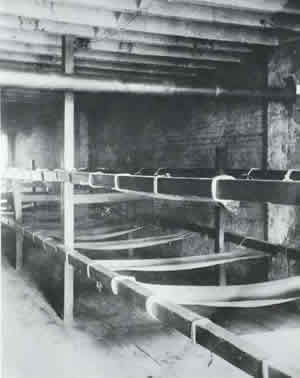
Literas en un lugar de alojamiento de siete centavos, c. 1890

Un flophouse (inglés estadounidense) o dosshouse (inglés británico) es un término derogatorio para un lugar que ofrece alojamiento a muy bajo costo, proveyendo espacio para dormir y muy pocas comodidades.

## Características
Históricamente, flophouses o doss-houses británicos han sido utilizados para pasar la noche por aquellos que necesitan la alternativa menos costosa a quedarse con otras personas, ir a refugios o dormir a la intemperie. Generalmente las habitaciones son pequeñas, los baños son compartidos y la cama es mínima, algunas veces con colchones o petates en el suelo o lonas tensadas entre dos vigas horizontales creando una serie de hamacas. 
Las personas que hacen uso de estos lugares han sido usualmente llamados sinhogares y han estado entre diversas viviendas. Las acomodaciones son usualmente muy pequeñas y asemejan cubículos de oficina más que un cuarto en un hotel o edificio de apartamentos. Algunos flophouses califican como casas de pensión pero sólo si ofrecen alimentación. 
Los flophouses estadounidenses datan de, al menos, el siglo XIX pero el término flophouse empezó a ser usado a inicios de los años 1900 originándose en la jerga hobo. En el pasado, flophouses  eran llamadas casas de alojamiento u hoteles de trabajadores y servían a hobos y trabajadores transeúntes como los que trabajaban por temporadas en el ferrocarril y en la agricultura, o leñadores migrantes que viajaban al oeste durante el verano para trabajar y luego regresaban a una ciudad del este o del  medio oeste como Chicago para quedarse en un flophouse durante el invierno. Esto es descrito en la novela de 1930 The Rambling Kid de Charles Ashleigh y el libro de 1976 The Human Cougar de Lloyd Morain. Otro tema en el libro de Morain es la gentrificación que estaba iniciándose en esos años y que llevó a las ciudades a presionar el cierre de los flophouses.

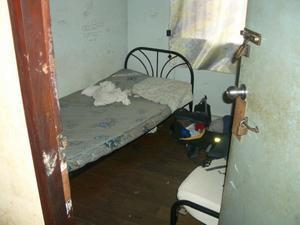
Un cuarto de estilo flophouse

Algunos distritos urbanos con bastantes flophouses llegan a ser muy conocidas en su ámbito, como el Bowery en Manhattan, Nueva York. Desde mediados del siglo XX, las reformas han obligado a las flophouses a desaparecer. La gentrificación resultante y el alto valor de las propiedades erosionó la posibilidad de los flophouses de mantenerse funcionando.

## Renacimiento en elsigloXXI
En los años 2010, el alto costo de la vivienda en ciudades como San Francisco ha motivado un aumento en el número de flophouses. El flophouse moderno, algunas veces denominado como "pods", usualmente tienen separaciones entre camas para la privacidad y son creadas en casas o apartamentos existentes. Usualmente son publicitadas por viajeros que se quedan en la ciudad durante días de trabajo.

## Hogares nicho en Hong Kong
Los "hogares nicho" fueron construidos en Hong Kong en los años 1950 para hombres trabajadores de China. Al 2012, el número de residentes emprobecidos en Hong Kong fue estimado en 1.19 millones, y los hogares nicho, junto con vivienda subestándar como departamentos cubículos aún sirven a una porción de las necesidades de vivienda de este sector. La combinación de rentas altas con inequidad de ingresos han sido una razón para que estas casas persistan.
Michael Adorjan, un profesor de criminología de la Universidad de Hong Kong, ha notado que "Las Naciones Unidas han señalado que las casas cubículo y nigho son un 'insulto a la dignidad humana.'"

## Hogares nicho en los Estados Unidos
Los Hogares nicho, una forma de alojamiento se hicieron comunes en Chicago a fines del siglo XX, un estimado de 40,000 a 60,000 personas viven en ellos durante el invierno.

Estos eran lofts u otros espacios abiertos que fueron subdivididos en pequeños cubículos utilizando tablas o calamina. Como estas paredes no cubrían el espacio del suelo al techo, el espacio restante era sellado con malla de alambre y de ahí viene el nombre de "hogares jaula"

Un estudio de 1958 hecha por Christopher Jencks encontró que los hombres sin hogar prefieren hogares jaula sobre refugios por razones de privacidad y seguridad.
Una preferencia similar fue reportada en Nueva York, donde los hombres trabajadores indicaron sus preferencias en el siguiente orden:

Ellos prefieren casas de pensión a jaulas, jaulas a dormitorios, dormitorios a flops, y flops a los refugios de la ciudad. Los hombres pueden actuar según estas preferencias mudándose a medida que sus ingresos aumenten.